# Фатимата Мбайе
Фатимата Мбайе (араб. فاطيماتا مباي‎, род. 1957 или 21 декабря 1955, Kaedi Department, Горголь) — мавританская юристка. Она выступала за права человека в своей стране. В 2016 году госсекретарь США вручил ей Международную женскую премию за отвагу.

## Биография
Мбайе родилась в Мавритании в 1957 году. В 12 лет её насильно выдали замуж за 45-летнего мужчину, но она боролась со своей семьей за возможность посещать школу. С 1981 по 1985 год она изучала право и экономику в Университете Нуакшота, став первой юристкой в своей родной стране.
В 1991 году Фатимата Мбайе помогла основать Мавританскую ассоциацию по правам человека (AMDH) и в 2006 году стала президентом ассоциации. В 1998 году, когда по французскому телевидению был показан репортаж о все ещё существующей и широко распространенной практике рабства в Мавритании, она и президент организации шейх Саад Бух Камара были арестованы без ордера. Ей было предъявлено обвинение в членстве в неправительственной ассоциации, она была приговорена к 13 месяцам тюремного заключения и крупному штрафу.
Мбайе председательница Комитета по правам женщин, а также основательница и руководительница Социальной комиссии AMDH. Она юристка-консультант различных организаций, в 1997 году была наблюдателем на президентских выборах в Мавритании.
Её работа с вопросами угнетения и рабства в Мавритании привела её в 1987 году к шести месяцам тюремного заключения. В 1998 году её приговорили к ещё одному тюремному сроку на тринадцать месяцев за принадлежность к несанкционированному профсоюзу, однако под давлением международной кампании она была помилована президентом страны.
Мбайе начала привлекать международное внимание после того, как её работа и жизнь были включены в документальный фильм Би-би-си «Мавритания: вопрос изнасилования», посвященный осуждению женщин, переживших изнасилование, за зину (вступление в незаконную половую связь).
В 2013 году Мбайе присоединилась к комиссии ООН по расследованию событий в Центральноафриканской Республике. В комиссию из трёх человек также входят Бернард Муна и Филипом Олстон. Эта комиссия работала во враждебной и жестокой атмосфере и в сдержанном режиме, но в 2015 году опубликовала итоговый доклад Совету Безопасности, обвинив все воюющие стороны в Гражданской войне в ЦАР в преступлениях против человечности.
У Мбайе трое детей.

## Награды
Фатимата Мбайе в 1999 году получила Нюрнбергскую международную премию в области прав человека за борьбу против рабства в Мавритании и расовой/этнической дискриминации.
В 2012 году Хиллари Клинтон говорила о Мбайе как о героине в докладе о торговле людьми.
28 марта 2016 года Джон Керри, государственный секретарь США, наградил Фатимату Мбайе во время вручения Международной женской премии за отвагу 2016 года за её вклад в юридическую защиту прав человека в Мавритании и её приверженность человеческому достоинству.